# Красное (Красновское сельское поселение)
Кра́сное — село в Михайловском районе Рязанской области России. Центр Красновского сельского поселения.

## География
Село расположено в 16 км на юго-восток от райцентра города Михайлов. 

## История
Нынешнее село располагается в 4 км на северо-запад от исторического местоположения в районе посёлка Красная Горка.
Село впервые упоминается в 1628/1629 гг. В середине XVIII века в селе была выстроена усадьба, рассвет которой пришелся на конец XVIII века, когда усадьбой владел генерал-поручик и флигель-адъютант А. П. Ермолов (1754—1836). Усадебная Казанская церковь была заложена в 1786 году. Строительные работы продолжались до 1810 года. В храме имелся чтимый список с иконы Казанской, которую держит в руках архангел Михаил, покровитель города Михайлова.
До 1924 года Красное входило в состав Мишинской (Печерниковской) волости Михайловского уезда Рязанской губернии.
С 1929 года село являлось центром Красновского сельсовета Михайловского района Рязанского округа Московской области, с 1937 года — в составе  Рязанской области, с 2005 года — центр Красновского сельского поселения.

## Население
| 1859 | 1897 | 1906 | 1929  | 2007 | 2010 |
| ---- | ---- | ---- | ----- | ---- | ---- |
| 497  | ↗652 | ↗844 | ↗1037 | ↘261 | ↘244 |